# جان فرانسوا دو لابيروز
جان فرانسوا دي جالو، كونت لابيروز (بالفرنسية: Jean François de Galaup, comte de La Pérouse)‏ (23 أغسطس 1741-ضاع في 1788) هو ملاح فرنسي. ضاع وهو في رحلة استكشافية في أوقيانوسيا.

## مقالات ذات صلة
- بعثة لابيروز
- أنطوان بروني دي إنتريكاستو

## روابط خارجية
- جان فرانسوا دو لابيروز على موقع الموسوعة البريطانية (الإنجليزية)